# نازنین زاغري
نازنين زغاري راتكليف (بالفارسية: نازنین زاغری) (مواليد 26 ديسمبر 1978)، هي صحفية تملك الجنسيتين: البريطانية والإيرانية، أُحتجزت في إيران منذ 3 أبريل 2016، ليُحكم عليها في أوائل سبتمبر / أيلول 2016 بالسجن لمدة خمس سنوات بتهمة "التآمر للإطاحة بالحكومة الإيرانية،  ثم أُفرج عنها مؤقتًا في 17 مارس 2020. صرّح المدّعي العام لطهران في أكتوبر 2017 بأن احتجازها جاء بسبب اقامتها لدورة تدريبية عبر الإنترنت تهدف إلى تجنيد وتدريب الصحفيين لنشر بروباغندا سلبية ضد إيران". تم الإفراج عنها في 16 مارس 2022.

## الاعتقال والمُحاكمة
أثناء إدارتها لمشروع في وكالة الأنباء الكندية مؤسسة تومسون رويترز، سافرت نازنين إلى إيران في 17 مارس 2016 لزيارة عائلتها للاحتفال بعيد نوروز (رأس السنة الفارسية) مع ابنتها البالغة من العمر 22 شهرًا، ليتم اعتقالها في في 3 أبريل 2016 من قِبل عناصر الحرس الثوري الإيراني في مطار الإمام الخميني بينما كانت وابنتها على وشك الصعود على متن رحلة جوية إلى المملكة المتحدة.   تم مصادرة جواز سفر ابنتها البريطاني أثناء الاعتقال، لكنها عادت في وقتٍ لاحق، وبقيت في إيران تحت رعاية أجدادها من جهة الأم حتى تتمكن من زيارة والدتها. 